# Tema (bizantinsko okrožje)
Teme (grško θέματα, thémata, ednina: θέμα, théma) so bile glavne vojaške in upravne enote srednjega Bizantinskega cesarstva. Ustanovljene so bile sredi 7. stoletja po preselitvah Slovanov v jugovzhodno Evropo in muslimanskih osvajanjih na vzhodu in so nadomestile prejšnji provincialni sistem, ki sta ga vzpostavila cesarja Dioklecijan in Konstantin Veliki. Prve teme so bile ustanovljene na območij baznih taborov velikih bizantinskih vojaških enot in dobile imena po teh enotah. Tematski sistem je dosegel vrhunec v 9. in 10. stoletju, ko so se starejše teme razdelile, osvajanja pa so povzročila ustanavljanje novih. Tematski sistem je bil v 11. in 12. stoletju podvržen pomembnim spremembam, vendar je izraz ostal v rabi za geografske in fiskalne enote do samega konca Bizantinskega cesarstva. 

## Zgodovina

### Ozadje
V poznem 6. in zgodnjem 7. stoletju je bilo Bizantinsko cesarstvo pod pogostimi napadi na vseh mejah. Na vzhodu je Sasanidsko cesarstvo pritiskalo na Sirijo, Egipt in Anatolijo. Slovani in Avari so napadli Trakijo, Makedonijo, Ilirik in južno Grčijo ter se naselili na Balkanu. Langobardi so zasedli severno Italijo, večinoma brez odpora. Da bi se soočil z naraščajočim pritiskom na bolj oddaljene zahodne province, ki jih je pred kratkim ponovno osvojil Justinijan I. (vladal 527–565), je cesar Mavricij (vladal 582–602) združil vrhovno civilno in vojaško oblast v eni sami osebi, eksarhu (podkralj). Ustanovljena sta bila Ravenski in Afriški eksarhat. V eksarhatih je bila odpravljena stroga delitev civilnih in vojaških uradov, ki je bila eden od temeljev Dioklecijanovih reform (vladal 284–305).
Justinijan je guvernerjem (eparhom, stratelatom) vzhodnih provinc, ki so jih prizadeli razbojniki in tuji vdori, podelil ob vojaških tudi upravna pooblastila, s čimer je formalno ukinil dieceze, glavne Dioklecijanove upravne enote. Še pomembneje je, da je uvedel izjemno kombinirano vojaško-civilno upravno enoto quaestura exercitus in skladno s tem ukinil Egiptovsko diecezo in na čelo svojih starih provinc postavil duxa (grško stratelates). Cesarstvo je ohranilo to precedenčno strukturo do leta 640, ko se je vzhodni del cesarstva soočil z napadom muslimanskega Rašidunskega kalifata. Hitro muslimansko osvajanje Sirije in Egipta ter posledične bizantinske izgube v prebivalstvu in ozemlju so pomenile, da se je cesarstvo znašlo v boju za preživetje.  
Da bi se cesarstvo odzvalo na to krizo brez primere, se je moralo drastično reorganizirati. Skladno s helenistično politično prakso, filozofijami in pravoslavnimi doktrinami se je moč skoncentrirala v vojaških voditeljih – strategih, ki so v svojih temah delovali kot podkralji in jih je imenoval sam cesar. Njihova glavna naloga je bila pobiranje davkov od različnih skupnosti in držav in poveljevanje prilagodljivim provincialnim vojskam. Cesarsko ozemlje v Anatoliji, kar ga je še ostalo,  je bilo razdeljeno na štiri velike teme. Nekateri elementi prejšnje civilne uprave so se ohranili, vendar so bili podrejeni vladajočemu generalu ali strategu.

### Izvor
Izvor in zgodnja narava tem sta med znanstveniki zelo sporna. Etimologija imena théma je nejasna, vendar večina znanstvenikov sledi Konstantinu VII. Porfirogenetu, ki je zapisal, da izvira iz grške besede thesis (umestitev). Negotov je tudi datum njihovega nastanka. Večino 20. stoletja se je ustanovitev tem pripisovala cesarju Herakliju (vladal 610–641) med zadnjo bizantinsko-sasanidsko vojno. Novejši zgodovinarji in znanstveniki datirajo njihov nastanek v kasnejše obdobje od 640. do 660. let med vladavino Konstansa II. (vladal 641–668). Pojmovanje, da so bile teme od samega začetka ustanovljene kot ločene, natančno opredeljene regije, v katerih je imel strateg  združeno vojaško in civilno oblast, se je izkazalo za napačno.  Izraz tema se je prvotno očitno nanašal izključno na velike vojaške enote in se je šele v kasnem 7. ali zgodnjem 8. stoletju prenesel tudi na regije, kjer so bile te vojske stacionirane.
Na vprašanje kronologije je vezano tudi vprašanje ustrezne družbene in vojaške transformacije. Tradicionalni pogled na dogajanja, ki ga je zagovarjal Ostrogorski, pravi, da je ustanovitev tem pomenila tudi nastanek nove vrste vojske. Po njegovem mnenju je nova bizantinska vojska namesto stare, močno odvisne od tujih plačancev, odtlej temeljila na domačih kmetih-vojakih, ki so živeli na državnih vojaških posestvih. Novejše raziskave kažejo, da ustanovitev tem ni pomenila radikalnega preloma s preteklostjo, temveč logično razširitev že obstoječih trendov iz 6. stoletja in da je bil njen neposredni vpliv na bizantinsko družbo minimalen.

### Prve teme (640.–660. leta)
Sredi 7. stoletja, verjetno v poznih 630. in 640. letih,  so se cesarske terenske vojske z Bližnjega vzhoda umaknile v Anatolijo, zadnje večje ozemlje, ki je ostalo cesarstvu. Enote so bile dodeljene okrožjem, ki so kasneje postala teme. Vsaka od novih tem je, z nekaj izjemami, zajemala več starejših provinc in sledila starim provincialnim mejam. Prve štiri so bile Armenska, Anatolska, Trakezijska in Obsikijska tema. Armenska tema (Θέμα Ἀρμενιακῶν, Théma Armeniakōn), prvič omenjena leta 667, je bila naslednica armenske vojske. Zasedala je ozemlja starega Ponta, Male Armenije in severne Kapadokije s prestolnico v Amaseji. Anatolska tema (Θέμα Ἀνατολικῶν, Anatolikōn), prvič omenjena leta 669, je bila naslednica Vzhodne vojske (Aνατολῆ, Anatolē). Pokrivala je južno osrednjo Anatolijo. Njeno glavno mesto je bil Amorij. Ti dve temi sta tvorili prvo obrambno raven bizantinske Anatolije, ki je mejila na muslimansko Armenijo in Sirijo. Trakijska tema (Θέμα Θρᾳκησίων, Théma Thrakēsiōn), prvič jasno omenjena šele leta 740,  je bila naslednica trakijske vojske in je pokrivala osrednjo zahodno obalo Anatolije (Jonija, Lidija in Karija). Prestolnica teme je bila najverjetneje Kolosa. Obsikijska tema (Θέμα Ὀψικίου, Théma Opsikiou), prvič omenjena leta 680, je bila sestavljena iz cesarskega spremstva (latinsko obsequium). Pokrivala je severozahodno Anatolijo (Bitinija, Paflagonija in del Galatije) in imela sedež v Nikeji. Zanimivo je, da je  njen poveljnik obdržal naziv komes (κόμης, grof).
Poleg tem je bila ustanovljena tudi velika mornariška divizija Karabizijcev (Kαραβισιάνοι, dobesedno Ljudstvo ladij), prvič omenjena leta 680 in sestavljena verjetno iz ostankov vojske Ilirika ali, še bolj verjetno, iz stare quaesture exercitus. Divizija nikoli ni tvorila prave teme, temveč je zavzemala dele južne obale Anatolije in Egejskih otokov s strateškim sedežem najverjetneje na Samosu. Divizija je tvorila glavnino bizantinske mornarice, ki se je soočala z novimi arabskimi flotami. Karabizijci so se izkazali za nedorasle  tej vlogi in so bili do leta 720  razpuščeni v korist polnopravne pomorske Kibireotske teme (Θέμα Κιβυρραιωτῶν, Thema Kibyrrhaiotōn), ki je obsegala južne obale Anatolije in Egejske otoke.
Del Trakije, ki je bil pod bizantinsko oblastjo, je bil kot tema ustanovljen verjetno okoli leta 680 kot odgovor na bolgarsko grožnjo. Zdi se, da je Trakiji nekaj časa poveljeval obsikijski grof. Zaporedni pohodi cesarjev Heraklijske dinastije v Grčijo so privedli do ponovne vzpostavitve oblasti nad osrednjo Grčijo, ki so jo okupirali slovanski osvajalci. Med letoma 687 in 695 je bila tam ustanovljena tema Helada. Kot tema se je do konca 7. stoletja oblikovala tudi Sicilija, medtem ko je  celinska Italija  ostala pod Ravenskim eksarhom ali lokalnimi duxi. Enako je bila do padca Kartagine leta 698 organizirana tudi Severna Afrika. Kreta in cesarska eksklava Herson na Krimu sta ostala neodvisni arhontiji.
Do preloma stoletja so teme postale prevladujoča značilnost cesarske uprave. Njihova velika velikost in moč pa sta povzročila, da so bili njihovi generali nagnjeni k uporu, kar se je izkazalo zlasti  v burnem obdobju v letih 695 do 715 in ponovno v velikem Artabazdovem uporu v letih 741 in 742. Zadušitev Artabazdovega upora je napovedala prve pomembne spremembe v anatolskih temah: premogočni Obsikij je bil razdeljen v Bukelarsko in Optimatsko temo,  vlogo cesarske garde pa je prevzel nova  poklicna  cesarska tagma.

### Vrh tematskega sistema (780.–950. leta)
Od ustanovitve prvih tem je kljub njihovi pomembnosti preteklo nekaj časa, preden so postale osnovna enota cesarskega upravnega sistema. Čeprav so jih že v zgodnjem 8. stoletju povezali z določenimi regijami, se je civilna davčna uprava začela navezovati nanje šele konec 8. stoletja. Pred tem je bila navezana na stari provincialni sistem. Proces, katerega rezultat je bil enoten nadzor nad vojaškimi in civilnimi zadevami vsake teme s strani njenih strategov, je bil dokončan do sredine 9. stoletjal. "Klasični" tematski model je  omenjen v Filotejevem Kletorologiju in De administrando imperio Konstantina VII.
Potreba po zaščiti osrčja bizantinske Anatolije pred arabskimi vpadi je v kasnem 8. in zgodnjem 9. stoletju sprožila ustanovljanje niza majhnih obmejnih okrožij (grško kleisourai ali kleisourarchiai). Izraz se je pred tem uporabljal za označevanje strateško pomembnih, utrjenih gorskih prehodov, zdaj pa je bil razširjen na celotna okrožja z lastnimi poveljstvi, zadolžena za gverilsko vojskovanje in lokalno preprečevanje manjših do srednje velikih vdorov in napadov. Večina okrožij je bila postopoma povišana v teme.

### Zaton sistema (960.–1070. leta)
Z začetkom bizantinskih ofenziv na vzhodu in Balkanu v 10. stoletju, zlasti pod vojaškimi cesarji Nikeforjem II. (vl. 976–1025), Ivanom I. Cimiskom (vl. 969–976) in Bazilijem II. (vl. 976–1025), so bila kot  teme organizirana tudi na novo osvojena ozemlje. Te teme so bile te na splošno manjše od tistih, ustanovljenih v 7. in 8. stoletju. 
V tem času se je pojavil nov razred tako imenovanih "malih" (μικρὰ θέματα, mikrá thémata) ali "armenskih" tem  (ἀρμενικὰ θέματα, armeniká thémata), ki jih bizantinski viri jasno razlikujejo od tradicionalnih "velikih" ali "rimskih" (ῥωμαϊκά θέματα, romaïká thémata). Večino teh tem so tvorile zgolj trdnjave s svojo okolico, ki so jim poveljevali mlajši strategi. Slednje so Arabci imenovali zirvar, Armenci pa zoravar. Njihova vojska je štela okoli tisoč mož, predvsem pešakov. Iz imena "armenska" tema je razvidno, da so bili v njej naseljeni predvsem Armenci, bodisi staroselci bodisi priseljenci, ki so jih tam naselile bizantinske oblasti. Ena izmed njihovih posebnosti je bilo izjemno veliko število častnikov. Tema Harpezikion, na primer, je imela kar 22 višjih in 47 nižjih turmarhov.
"Armenske" teme, ki so bile sicer zelo primerne za obrambo pred manjšimi napadi, niso bile sposobne odzvati se na večje invazije ali same izvajati dolgotrajnih ofenzivnih akcij. V 60. letih 10. stoletja je bilo v obmejne teme premeščenih vedno več polkov poklicnih vojakov iz starih in novoustanovljenih tem. Za poveljevanje in usklajevanje operacij so bila ustanovljena številna velika regionalna poveljstva (ducates ali catepanates) pod vodstvom duxa ali katepana. Na vzhodu so bila prvotno tri poveljstva, ki jih je postavil Ivan Cimisk. Poveljevali so jim duxi Antiohije, Kaldije in Mezopotamije. Ko se je Bizantinsko cesarstvo v začetku 11. stoletja razširilo v Veliko Armenijo, so bila ta poveljstva dopolnjena ali nadomeščena s poveljstvi Iberije, Vaspurakana, Edese in Anija. Zdi se, da so bile  "armenske" teme sredi 11. stoletja postavljene pod enega samega stratega.
Reorganizacije niza vojaških cesarjev, ki so dosegle vrh z Bazilijem II., so  privedle do stanja, da je bilo do leta 1025 Bizantinsko cesarstvo močnejše od katerega koli svojega sovražnika. Istočasno so začele  profesionalne mobilne sile tagmata pridobivati na pomenu pred starimi tematskimi vojskami (in flotami) in teme so se kmalu začele zanemarjati. Od zgodnjega 11. stoletja se je vojska vedno bolj pretvarjala v vojsko plačancev. Obmejni duxi so se  lahko soočali samo z večino lokalnih groženj, razpad tematskega obrambnega sistema pa je odvzel bizantinskemu obrambnemu sistemu vsakršno strateško globino. Vse večje zanašanje na tuje plačance in sile zavezniških in vazalnih držav, pa tudi upori in državljanske vojne, ki so bile posledica vse večjega razkola med civilno birokracijo v Konstantinoplu in vojaškimi elitami (dinati), so do bitke pri Manzikertu leta 1071 povzročile v vojski tako hudo krizo, da je po bitki popolnoma propadla.

### Reforme in ponovni zaton (11.–12. stoletje)
Komnensko obdobje je bilo kratko obdobje ponovnega vzpona cesarstva. Aleksej I. Komnen je ustanovil silo, zdaj imenovano "komnenska vojska", ki je pomenila odločilen prelom s tematskim sistemom. Nova vojska je bila močno centralizirana v osebi cesarja in vladajoče dinastije in element stabilnosti, značilne za komnensko obnovo. Vojska je bila opazno bolj odvisna od plačancev kot prejšnja, kar je zmanjšalo pomen tem. Strategi so s centralizacijo cesarstva vse bolj izgubljali moč. Cesarji so za guvernerje pogosto imenovali svoje sorodnike, kar je zmanjšalo njihovo avtonomijo in utrdilo centralizirano cesarsko upravo.
Komnenska obnova je zahtevala nov sistem obvladovanja močno oslabljenih anatolskih tem po katastrofi pri Manzikertu. Teme so sledile trendu cesarske centralizacije oblasti. Njihovi guvernerji so bili praviloma člani cesarske družine in zato zvesti izključno cesarju, kar je spodkopalo stari neodvisni značaj nekoč velikih anatolskih tem. Novi vojaški guvernerji, nediskriminatorno imenovani dux ali katepan, so v cesarjevem imenu prevzeli močno centralizirane vloge. Sistem je omogočal reguliranje dotoka tujcev v vojaške službe in s tem zmanjšal verjetnost upora. Guvernerska mesta so bila posebej rezervirana samo za sorodnike družine Komnenov. Izredni ukrepi so kljub začetnim uspehom pahnili cesarstvo v odvisnost od tujih plačancev. Množica domorodnih grških vojakov je postala podrejena volji svojih evropskih kolegov.
Bizantinski vojski v komnenskem obdobju ni nikoli uspelo zagotoviti vojske, kakršna je bila v času razcveta tematskega sistema, vzdrževanje novega sistema pa se je na dolgi rok izkazalo za dražje. Sistem je bil še dokaj učinkovit v obdobju zaporednih močnih vojaških cesarjev, s smrtjo Manuela I. Komnena leta 1180 pa je nastopilo novo obdobje zatona. 

### Poznobizantinske teme
Zaradi zanemarjanja pod dinastijo Angel in oslabitve centralne oblasti so teme v poznem 12. stoletju postajale vse bolj nepomembne. Regionalne civilne oblasti, kot so bile despotije, so z razpadom centralne oblasti postajale vse močnejše, zaradi česar so teme med vladavino dinastije Paleolog zamrle. 
Zdaj nepomembne drobne province pod cesarskim nadzorom so bile organizirane neposredno v katepanakije ali kefalatikije na čelu s katepanom ali kefalom s civilnimi in vojaškimi pooblastili. Province so bile osredotočene okoli utrdb in pomembnih prelazov, vse manjše naloge pa so bile prenesene na njihove namestnike.

## Organizacija
Naziv tema se je nanašal tako na obliko vojaškega zemljiškega posestva kot na cesarsko upravno enoto. Vojako, večinoma stratioti, so dobili v obdelavo državno zemljo in plačevali davek, ki je pomenil hiter in stalen vir dohodkov. Teme so omogočale tudi večji nadzor cesarja samega ali njegovega podkralja. Vojaki so bili tehnično še vedno vojaška enota pod poveljstvom stratega in so se lahko dogovorili, da bodo vojsko služili tudi njihovi potomci, kar je zmanjšalo potrebo po nepriljubljenemu naboru in pocenilo vzdrževanje vojske. Omogočalo je tudi poselitev osvojenih ozemelj. Poveljnik teme pa ni bil samo vojaški poveljnik. V njegovi domeni sta bili tudi civilna in vojaška jurisdikcija na njegovem ozemlju. 
V naslednji preglednici je prikazana struktura Trakezijske teme okoli leta 902 do 936: